# لارا فابيان
لارا فابيان (بالفرنسية: Lara Fabian)‏ (الاسم الأصلي: لارا كروكيرت Lara Crokaert) ولدت في التاسع من يناير،1970 ؛ هي مغنية بلجيكية-إيطالية مشهورة عالميا، كما أنها تحمل الجنسية الكندية.
لارا تغني بلسان فرنسي، إنجليزي وإيطالي، وحتى انها غنت بالإسبانية، بالبرتغالية وبالروسية في بعض المناسبات والحفلات الغنائية في أنحاء العالم.
فاقت مبيعاتها أكثر من 18 مليون نسخة حتى اليوم؛ بالإضافة إلى أنها مغنية فإن لارا هي موسيقية تعزف على البيانو والقيثارة وكاتبة أغاني وممثلة ظهرت في فيلم موسيقي دي-لوفلي يروي قصة الفنان كول بورتر.

## الولادة
ولدت لارا في مدينة ايتربيك بالقرب من العاصمة البلجيكية بروكسل؛ من أب بلجيكي أما أمها فتنحدر من جزيرة صقلية بإيطاليا.

## النشأة
قضت لارا السنوات الخمس الأولى من حياتها في قطانية بصقلية مسقط رأس أمها، لتعود بعدها إلى بلجيكا. تمتعت لارا بحس فني منذ نعومة أظافرها. في السادس من ديسمبر 1978 ؛ عيدالقديس نيكولاس، قدم لها والداها بيانو فكان لها بمثابة حلم يتحقق إذ تستطيع الفنانة الصغيرة أن تعزف مقطوعاتها الخاصة لتغني بصوتها.
في تلك الفترة؛ باشرت لارا الدروس الخاصة لتعلم البيانو، وبمساعدة والدها قدمت لارا أولى عروضها على مسارح صغيرة ومسابقات للهواة والمبتدأين.

## الحياة المهنية

### الألبوم الفرنسي:"لارا فابيان"
في 1986، وبالفوز بمسابقة le tremplin  في بروكسل، سنحت الفرصة للارا لأول أداء فردي؛ وكانت أغنيتا العزيزة في الدموع (l'AZIZA est en pleurs) وil y avait للكاتب مارك ليرك تقديرا للفنان دانيال بالافوان (Daniel Balavoine)، صنعت أكثر من 500 نسخة وبيعت كلها.
كان من بين المستمعين لهذا الأداء المنتج هوبيرت تيريغن الذي ساعدها للحصول على دعوة من القناة الرسمية لجمهورية لوكسمبورغ للتمثيل البلاد في الطبعة 33 من مسابقة يوروفيجن للأغاني التي أقيمت في دبلن في 30 أبريل 1988، حيث قدمت لارا فابيان أغنية من تأليف جاك كاردونا وألان غارسياس بعنوان الثقة (croire) والتي احتلت المرتبة الرابعة في المسابقة، لاقت الأغنية رواجا كبيرا في أوروبا وبيعت أكثر من 500.000 نسخة منها ذلك العام.
في 1990، سافرت لارا مع الموسيقي ريك أليسون إلى مونتريال -كندا، حيث بدأت في إنتاج أول ألبوم لها بمساعدة ريك أليسون، كما أن الفرصة سنحت للترويج عن اسمها الفني في أمريكا الشمالية.
في صيف 1991، أطلقت لارا أول ألبوم لها بعنوان لارا فابيان مكون من 10 أغاني؛ بيعت أكثر من 100.000 نسخة في كندا فقط، حصل الألبوم على عدة جوائز فنية عالمية لعامين متتاليين. فأصبحت لارا فنانة واعدة في سن فتية جدا آنذاك (20سنة).

### ألبوم 1994:"انتهز الفرصة"
ساعدت الرحلة الفنية التي استمرت عامين في كندا لارا على إنتاج ثاني ألبوم لها انتهز الفرصة سنة 1994
بمساعدة المنتج والموسيقي ريك أليسون، فاز الألبوم بالجائزة الذهبية بعد أسبوعين من إنتاجه بالإضافة إلى عدة جوائز أخرى، حققت أغنية "Tu t'en vas"، إذا كنت تحبني "Si tu m'aimes" وليلى "Leïla" أولى المراتب في تصنيف الأغاني آنذاك، وجذبت جولة الألبوم أكثر من 150.000 معجب كندي، كما تلقت لارا جائزتي فليكس: جائزة أفضل عرض وجائزة أفضل مغنية وهذا بتصويت الجمهور، وجائزة جونو الكندية.
في شتاء 1995 ؛ عرض الفنان سيرج لاما من لارا أن تؤدي معه أغنيتها أنا مريض "Je suis malade" في مهرجان العاصمة الفرنسية باريس. توافد عدد ضخم من المشاهدين لمشاهدة الفنانة لارا فابيان، وقد قدمت العرض الثاني للأغنية منفردة.

### أزميرلدا
سنة 1996 ؛ بعد بضعة أشهر من تحصلها على الجنسية الكندية والذي كان في الأول من جويلية تزامنا مع حفل وطني كندي، عرضت شركة والت ديزني على لارا أداء صوت «أزميرلدا» في النسخة الفرنسية من الفيلم الكرتوني أحدب نوتردام، فكانت فرصة لارا للتغيير وإلقاء نظرة على عالم التمثيل.

### ألبوم 1997:"نقي"
في جانفي 1997، انضمت لارا إلى شركة بوليدور وووقعت على عدة ألبومات مع الشركة.
نقي الذي انتجه ريك أليسون في جوان من نفس العام، باع أكثر من مليوني نسخة في فرنسا. فاز الألبوم بجائزة بلاتينيوم بعد أسبوعين من إنتاجه.
و قد فاقت مبيعات الأغاني المنفردة:الاختلاف "La Différence"،كل شيء "Tout" أحبك "Je t'aime" والإنسان "Humana"(بالإسبانية) المليون نسخة لكل أغنية، ومرة أخرى تتالى النجاح والجوائز الفنية؛ أهدت واجهة التسجيل والأداء في كيبيك الكندية جائزة أشهر ألبوم في العام (1997)، كمارشحت لارا لجائزتي جونو أحدها لأحسن مغنية والأخرى للألبوم الفرنسي الأكثر مبيعا، وفازت بجائزة اكتشاف العام في حفلة انتصار الموسيقى.
في شتاء 1998 ؛ غنت لارا مع مغني الروك الفرنسي جوني هاليداي في الحفل التضمني مع جمعية مطاعم القلب في فرنسا، غنى الثنائي مرة أخرى في ملعب فرنسا كجزء من الجولة الفنية لهاليداي جوني أمام 240.000 معجب. كما أدت لارا عرضين في صالة أوليمبيا في فرنسا كجزء من جولتها الفنية، وكالمتوقع بيعت كل التذاكر في المرتين.
في شهر جوان من نفس العام؛ أدت لارا إلى جانب مايكل ساردو في مركز مولسن في مونتريال.
أُُُطلق ألبومها الثاني انتهز الفرصة في أوروبا في نفس العام واشتهرت عالميا به؛ ولهذا الشرف نحتت لها تمثال شمعي صدِّر خصيصا من متحف كندا إلى متحف جريفين للمنحوتات الشمعية بفرنسا.
أمضتلارا معظم الخريف في جولتها الفنية داخل فرنسا وفي أنحاء أوروبا حيث بيعت جميع تذاكر حفلاتها، جذبت الجولة أكثر من 150.000 معجب في فرسا فقط. وفي شهر نوفمبر تلقت جائزة فليكس للفنان الأكثر شهرة خارج كيبيك.
بعد أن سمع تومي موتولا مدير شركة سوني بالفنانة، عرض عليها المشاركة في ألبوم أداجيو (مقطوعة موسيقية) إلى جانب فنانين آخرين، استغرق اكتمال الألبوم عامين كاملين للتنقل بين استديوهات الولايات المتحدة الأمريكية، لندن ومونتريال، بيعت أكثر من 5 ملايين نسخة في أوروبا وأحدثت الفنانة الفرنسية-الكندية ضجة كبيرة في أوروبا وتهافتت عليها المقابلات والعروض.

### ألبوم 1999:"live"
في مارس 1999 ؛ أطلقت لارا أول ألبوم مباشر تحت اسم "live" الهدف من الإنتاج كان واضح وهو اسكات الضجة والخلاف حول أدائها.
في ماي من نفس العام، كَرِّمت الفنانة في حفل جوائز الموسيقى العالمية بجائزة النسخة الأكثر مبيعا (لعام 1998) لألبومها نقي، وبعد شهرين أي في شهر جويلية أطلقت شركة بوليدور الألبوم الفرنسي "لارا فابيان" بعد إجراء تعديلات كغطاء الألبوم وادراج الأغنية الناجحة Croire ضمن الألبوم وكانت النتيجة مبيعات فاقت 6 ملايين نسخة.

## أعمالها
- أداجيو (لارا فابيان)

## وصلات خارجية
- الموقع الرسمي
- لارا فابيان على موقع IMDb (الإنجليزية)
- لارا فابيان على موقع ألو سيني (الفرنسية)
- لارا فابيان على موقع ميوزك برينز (الإنجليزية)
- لارا فابيان على موقع أول موفي (الإنجليزية)
- لارا فابيان على موقع قاعدة بيانات الأفلام السويدية (السويدية)
- لارا فابيان على موقع إن إن دي بي (الإنجليزية)
- لارا فابيان على موقع أول ميوزيك (الإنجليزية)
- لارا فابيان على موقع ديسكوغز (الإنجليزية)
- لارا فابيان على موقع قاعدة بيانات الفيلم (الإنجليزية)
- لارا فابيان على موقع كينوبويسك (الروسية)